# Megachile sculpturalis
Megachile sculpturalis је инсект који припада реду опнокрилаца - Hymenoptera и породици Megachilidae. Иако је скоро дошла у Европу, у Србији већ има народно име - велика пчела смоларица.

## Распрострањеност
Велика пчела смоларица аутохтоно насељава источну Азију (Јапан, Кина, Кореја). Изван природног ареала први пут је забележена 1993.године у Северној Каролини. Данас насељава источне делове Северне Америке и већи део Европе. У Србији је присутна од 2017. године, а њено ширење научници прате уз помоћ грађанске науке.

## Опис
Женке M. sculpturalis су веће од мужјака и просечне величине 22-27мм, док су мужјаци од 14 до 19 мм. Спада међу најкрупније пчеле. Женке имају шиљатији стомак од мужјака. Гнезде се у шупљинама у дрвету или стабљикама биљака промера око 10мм. Смолу користе како би затвориле рупу од гнезда. Због ове појаве, коришћења смоле у изградњи гнезда ова пчела је и добила народни назив.

## Синоними
- Chalicodoma sculpturalis (Smith, 1853)
- Lithurgus sculpturalis Smith, 1895
- Megachile doederleinii Friese, 1898
- Megachile koreensis Radoszkowski, 1890

## Подврсте
Megachile sculpturalis subsp. nudicollis Alfken, 1936
Megachile sculpturalis subsp. sculpturalis Smith, 1853